# 克賴尼亞巴拉克利卡河
克賴尼亞巴拉克利卡河（羅馬化：Krainia Balakliika）是烏克蘭的河流，位於該國東部哈爾科夫州，屬於巴拉克利卡河的支流，河道全長34公里，流域面積291平方公里，發源自莫西帕諾韋以北。